# سيريني
سيريني أو سيرينيي ((بالبلغارية: сирене)‏, قالب:IPA-mk; لغة صربية كرواتية: сир, sir, لغة ألبانية: djath i bardhe) هو نوع من الأجبان يصنع في جنوب شرق أوروبا، خاصة في كرواتيا وصربيا وجمهورية مقدونيا وبلغاريا ورومانيا وألبانيا والجبل الأسود وفي إسرائيل أيضاً. تصنع هذه الجبنة من حليب الماعز أو الغتم أو البقر أو خليط من هذه الأنواع. تكون هذه الجبنة مفتتة قليلاً، نسبة المادة الجافة تبلغ 46-48% ونسبة الدهون فيها حوالي 44-48%. يُنتج هذا الجبن عادةً على هيئة قطع كبيرة وتكون ذات بنية حبيبية قليلاً. يتم تناول هذا الجبن مباشرة (دون طبخ) كما يستخدم في السلطات وفي الخبيز.

## الوصفات
يستخدم سيريني مع الزبادي كغذاء شعبي في العديد من الدول في البلقان. فالرومان والمقدونيون والبلغار والبوسنيون والصرب والكروات يتناولون هذا الجبن والألبان بانتظام بشكل أو بآخر
الأطباق الشعبية التي تستخدم هذا الجبن:
شوربات: شوربة البطاطا أو الخضراوات مع جبن سيريني (сиренява чорба).

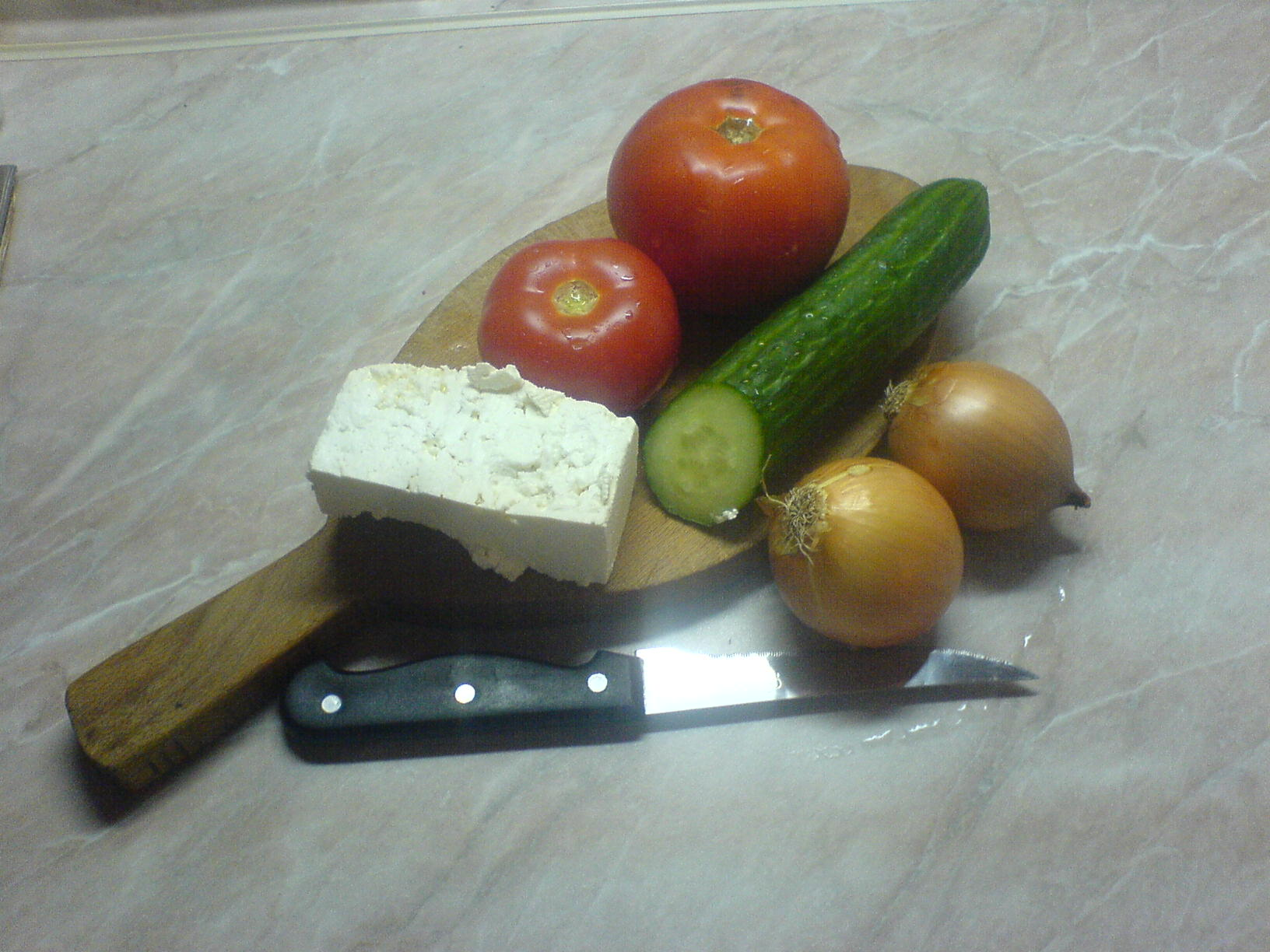
مكونات إعداد سلطة شوبسكا البلغارية (بما فيها سيريني).

السلطات: سلطة شوبسكا مع الطماطم والفلفل الحلو والخيار والبصل وسيريني.
سلطة أوفتشارسكا (سلطة الراعي) مع الخضراوات المذكورة أعلاه والجين والهام والبيض المسلوق والزيتون. البندورة مع السيريني هي سلطة خفيفة تقليدية في الصيف
أطباق البيض: البيض المقلي والعجة بجبنة سيرين والثوم والبقدونس والجوز.
المعكرونة دقيق الذرة: سباغيتي مع جبنة سيريني وهريس البندورة أو الكاتشاب. على الفطور، المعكرونة أو الندولز (Bulgarian: "юфка, yufka" with sirene and sugar are popular. Kachamak (the local variant of cornmeal, عصيدة من دقيق الذرة or the Romanian mămăligă) is always eaten with sirene.
معجنات: طبق بانيتسا التقليدي ومعجنات أخرى مع جبنة سيريني.
الفلفل المحشي: فلفل محشي تؤكل أيضاً كمقبلات. غالباً ما يحشى بالأرز، لكن ثمة وصفات شائعة تستخدم حشوة من جبنة سيريني مع البيض.

## سيريني وأنواع أجبان أخرى شبيهة
ثمة أنواع شبيهة معروفة في دول أخرى بأسماء مختلفة، منها:
- اليونان: فيتا (جبن) - فيتا (جبن) (PDO)
- إسرائيل: بلغاريت (בולגרית) - '(جبن) بلغاري'
- لبنان: بلغاري - '(جبن)' بلغاري
- رومانيا: Telemea
- روسيا: برندزا (Брынза)
- تركيا: جبن بياز - 'جبن أبيض'
- التشيك: Balkánský sýr - 'جبن البلقان'
- المكسيك: كوتيخا
- إيران: Tabrizi paneer - 'جبن تبريز'